# Distretto di Hafik
Il distretto di Hafik (in turco Hafik ilçesi) è uno dei distretti della provincia di Sivas, in Turchia.